# Julián Plaza
Julián Plaza (* 9. Juli 1928 in General Manuel Campos, La Pampa; † 19. April 2003 in Buenos Aires) war ein argentinischer Tangokomponist und Arrangeur, Bandoneonist und Pianist.

## Leben und Wirken
Plaza hatte den ersten Bandoneonunterricht bei seinem Vater und war ab dem elften Lebensjahr Schüler von Félix Lipesker in Buenos Aires. 1943 wurde er Mitglied von Eduardo Donatos, kurz danach von Antonio Rodios Gruppe. 1949 trat er in Miguel Calós Orchester ein, dem er zehn Jahre lang angehörte. Daneben unternahm er eine Tournee durch Italien, Griechenland, die Türkei, Syrien und Libanon mit Eduardo Bianco, trat mit Carlos Di Sarli auf und arbeitete als Arrangeur für Atilio Stampone und Florindo Sassone.
1959 wurde er Bandoneonist in Osvaldo Puglieses Orchester, für den er eine Anzahl von Arrangements schrieb. 1968 gründete er mit den Bandoneonisten Osvaldo Ruggiero und Víctor Lavallén, den Geigern Emilio Balcarce und Oscar Herrero und dem Kontrabassisten Alcides Rossi – sämtlich Musiker aus Puglieses Orchester – das Sexteto Tango, in dem er selbst Klavier spielte und mit dem er beim Label Victor Aufnahmen einspielte. 1992 trennte er sich vom Sexteto Tango. Er trat wieder mit Calós Orchester auf und gründete ein Bandoneonquartett mit Alfredo Marcucci, Ernesto Franco und Atilio Corral.

## Werke
- A lo moderno
- Danzarín
- Sensiblero
- Melancólico
- Nostálgico
- Disonante
- Dominguera
- Payadora
- Nocturna
- Morena
- Milontango
- Buenos Aires-Tokyo
- Color tango
- Cuánta angustia (Text von Manolo Barros)